# فارس كلوب
فارس كلوب (19 أكتوبر 1939 – 3 أبريل 2004) كان كاتبًا وصحفيًا ومترجمًا وناشرًا بريطانيًا.

## النشأة
وُلد فارس كلوب في مدينة القدس خلال فترة الانتداب البريطاني على فلسطين، وكان اسمه عند الولادة غودفري بيتر مانلي كلوب. هو ابن الضابط البريطاني السير جون باغوت كلوب، الذي حاز على عدة أوسمة (KCB، CMG، DSO، OBE، MC)، وكان يُعرف بلقب "كلوب باشا" خلال عمله كمستشار عسكري أعلى للجيش الأردني وقائدًا للفيلق العربي. أما والدته فكانت موريل روزماري فوربس.
نشأ فارس في شرق الأردن بين الجنود البدو، واعتنق الإسلام عندما بلغ السن القانونية وفقًا للتقاليد الإسلامية، ومنذ ذلك الوقت أصبح يُعرف خارج إطار العائلة باسم "فارس كلوب".
كان له أخت تُدعى نعومي، وهي فتاة بدوية تم تبنيها عندما كانت رضيعة تبلغ من العمر ثلاثة أشهر في عام 1944، بالإضافة إلى أخت أخرى تُدعى ماري وأخ يُدعى جون، وهما طفلان فلسطينيان تم تبنيهما في عام 1948.
أُرسل فارس إلى كلية ويلينغتون، وهي مؤسسة تعليمية اشتهرت بصرامتها، ووصفت بأنها "تجمع بين العصا والكتاب المقدس". إلا أنه لم يكن مرتاحًا هناك، فهرب إلى السفارة الأردنية حيث لجأ إلى الملحق العسكري. لاحقًا، التحق بمدرسة أيغليون في سويسرا، حيث قضى عامين، ثم التحق بكلية الدراسات الشرقية والأفريقية لدراسة اللغة العربية.
وفيما بعد، انخرط فارس في العمل السياسي، حيث شارك في أنشطة مؤسسة السلام التي أسسها برتراند راسل، كما دعم الجبهة الشعبية لتحرير عُمان، وشارك في نشاطات المعارضة العُمانية من خلال الأمم المتحدة في مدينة نيويورك.

## المسيرة المهنية
عمل فارس كلوب مراسلًا في بيروت خلال فترة الحرب الأهلية اللبنانية، حيث بدأ عمله مع شبكة "سي بي إس"، ثم انتقل إلى صحيفة "الديلي ميل"، مستخدمًا اسمًا مستعارًا هو مايكل أو سوليفان. كما تعاون أيضًا مع عدد من وكالات الأنباء العربية.
وعندما أقدمت الحكومة الإسرائيلية على طرد القيادة الفلسطينية من لبنان، تبِع فارس تحركاتهم عن كثب. كانت تربطه علاقات وثيقة بالجبهة الشعبية لتحرير فلسطين، كما جمعته صلة شخصية بالكاتب الفلسطيني غسان كنفاني.
ألف ونشر عدة كتب، من أبرزها:
- الصهيونية: هل هي عنصرية؟
- قضية فلسطين والقانون الدولي.
- علاقات الصهيونية مع النازية.

عند وفاته، كان يعمل على أطروحة دكتوراه في اللغة العربية في كلية الدراسات الشرقية والأفريقية، حول العلاقات بين ريتشارد قلب الأسد وصلاح الدين الأيوبي استنادًا إلى وثائق من الفاتيكان.

## الوفاة
توفي فارس كلوب في الكويت بتاريخ 3 أبريل 2004، إثر حادث سير من نوع "صدم وفرار". نجا من الحادث أفراد أسرته، وهم زوجته الثانية سلوى وابنتاهما سارة ودارينا، وابنه مارك (مبارك) من زواجه الأول. وكانت والدته، الليدي روزماري كلوب، لا تزال على قيد الحياة حين وفاته، إلا أنها توفيت لاحقًا في سبتمبر 2005.